# Michael Wilkinson
Michael Charles Wilkinson (* 1. Oktober 1970 in Sydney, New South Wales) ist ein australischer Kostümbildner. Bekannt wurde er durch seine Arbeiten für die Kinofilme 300, Watchmen – Die Wächter, Terminator: Die Erlösung, Tron: Legacy und American Hustle.

## Leben und Werk
Michael Wilkinson, geboren 1970 in Sydney, erwarb einen Abschluss in Design from the National Institute of the Dramatic Arts in seiner Heimatstadt Sydney in Australien. Seit Mitte der 1990er Jahre arbeitet er in der Filmbranche als Kostümbildner, zuerst noch als Kostümdesigner-Assistent bei Filmen wie dem australischen Dokumentarfilm Mary von Kay Pavlou oder der Kinoproduktion William Shakespeares Romeo + Julia von Regisseur Baz Luhrmann, bevor er 1997 für das Drama True Love and Chaos von Stavros Kazantzidis selbst in eigenständiger Funktion tätig wurde. Mit dem Regisseur Zack Snyder verbindet ihn seit dem Film 300 eine Freundschaft. Snyder und Wilkinson arbeiteten bereits mehrfach in der Vergangenheit zusammen. Im Jahr 2007 wurde er mit der ersten seiner vier Nominierungen für den Costume Designers Guild Awards für seine Arbeit für den Film Babel gewürdigt. Darüber hinaus erhielt er zwei weitere Nominierungen für den Saturn Award für die Filme 300 und Tron: Legacy. Für den Kinoproduktion Watchmen – Die Wächter gewann er 2010 die begehrte Auszeichnung. 2014 wurde Wilkinson sowohl mit einer Oscar als auch mit einer BAFTA-Award-Nominierung in der Kategorie Bestes Kostümdesign geehrt.
Michael Wilkinson ist Mitglied der Academy of Motion Picture Arts and Sciences (AMPAS) und der Costume Designers Guild (CDG). Im Jahr 2000 entwarf Wilkinson die Kostüme für die Abschlussfeier der Olympischen Spiele in Sydney.

## Filmografie (Auswahl)
- 1997: True Love and Chaos
- 2000: Das Geheimnis der Alibrandis (Looking for Alibrandi)
- 2001: Highway Psychos (When Strangers Appear)
- 2003: Party Monster
- 2003: American Splendor
- 2003: Milwaukee, Minnesota
- 2003: Life on the Line (Fernsehfilm)
- 2003: Just Another Story
- 2004: Garden State
- 2004: Imaginary Heroes
- 2005: Dark Water – Dunkle Wasser (Dark Water)
- 2005: Sky High – Diese Highschool hebt ab! (Sky High)
- 2006: Freunde mit Geld (Friends with Money)
- 2006: Babel
- 2006: 300
- 2007: Nanny Diaries (The Nanny Diaries)
- 2007: Machtlos (Rendition)
- 2009: Watchmen – Die Wächter (Watchmen)
- 2009: Terminator: Die Erlösung (Terminator Salvation)
- 2010: Jonah Hex
- 2010: Tron: Legacy
- 2011: Sucker Punch
- 2011: Breaking Dawn – Biss zum Ende der Nacht, Teil 1 (The Twilight Saga: Breaking Dawn - Part 1)
- 2011: Luck (Fernsehserie, 1 Episode)
- 2012: Loom (Kurzfilm)
- 2012: Breaking Dawn – Biss zum Ende der Nacht, Teil 2 (The Twilight Saga: Breaking Dawn – Part 2)
- 2013: Man of Steel
- 2013: American Hustle
- 2014: Noah
- 2015: Joy – Alles außer gewöhnlich (Joy)
- 2016: Batman v Superman: Dawn of Justice
- 2017: Edison – Ein Leben voller Licht (The Current War)
- 2017: Justice League
- 2019: Aladdin
- 2019: Jean Seberg – Against all Enemies (Seberg)
- 2019: The Gentlemen
- 2020: Jingle Jangle Journey: Abenteuerliche Weihnachten! (Jingle Jangle: A Christmas Journey)
- 2021: Zack Snyder’s Justice League
- 2022–2025: Andor (Fernsehserie, 24 Episoden)
- 2024: 3 Body Problem (Fernsehserie, 8 Episoden)

## Auszeichnungen
- 2008: Nominierung für den Saturn Award in der Kategorie Bestes Kostümdesign für 300
- 2010: Saturn Award in der Kategorie Bestes Kostümdesign für Watchmen – Die Wächter
- 2011: Nominierung für den Saturn Award in der Kategorie Bestes Kostümdesign für Tron: Legacy
- 2014: Nominierung für den Oscar in der Kategorie Beste Kostümdesign für American Hustle
- 2014: Nominierung für den BAFTA Award in der Kategorie Beste Kostüme für American Hustle
- 2014: Nominierung für den Critics’ Choice Movie Award in der Kategorie Beste Kostüme für American Hustle
- 2019: Saturn Award in der Kategorie Bestes Kostümdesign für Aladdin